# Lidgerüst

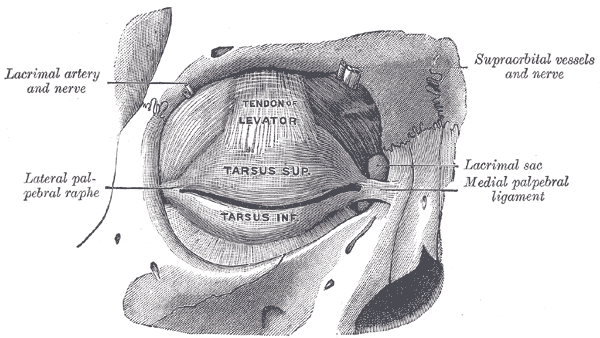
Lidgerüst und Lidbänder

Das Lidgerüst (Tarsus palpebrae, fälschlicherweise manchmal als Lidknorpel bezeichnet) ist eine schalenförmige Verstärkung des Augenlids, die aus straffem kollagenen Bindegewebe besteht. Das Lidgerüst des Oberlids (Tarsus superior) und des Unterlids (Tarsus inferior) haben beim Menschen eine Höhe von etwa 8 bis 10 mm und sind am nasenseitigen Augenwinkel durch das Ligamentum palpebrale mediale, am schläfenseitigen Augenwinkel durch das Ligamentum palpebrale laterale verspannt. In das Lidgerüst sind im rechten Winkel zur Lidkante die Meibom-Drüsen eingelagert. Darüber hinaus enthält der Randbereich glatte Muskelzellen, die als Musculus tarsalis bezeichnet wird. Dieser sympathisch innervierte Muskel kann die Lidspalte um einige Millimeter vergrößern. Am Tarsus des Oberlids setzt der Musculus levator palpebrae superioris an.